# (5087) Emelʹyanov
(5087) Emelʹyanov es un asteroide perteneciente al cinturón de asteroides, descubierto el 12 de septiembre de 1978 por Nikolái Stepánovich Chernyj desde el Observatorio Astrofísico de Crimea (República de Crimea).

## Designación y nombre
Designado provisionalmente como 1978 RM2. Fue nombrado Emelʹyanov en honor al astrónomo soviético ruso Nikolái Vladímirovich Yemeliánov, jefe del Departamento de Mecánica Celeste del Instituto Astronómico Sternberg en Moscú.

## Características orbitales
Emelʹyanov está situado a una distancia media del Sol de 2,745 ua, pudiendo alejarse hasta 2,763 ua y acercarse hasta 2,727 ua. Su excentricidad es 0,006 y la inclinación orbital 4,908 grados. Emplea 1661,36 días en completar una órbita alrededor del Sol.

## Características físicas
La magnitud absoluta de Emelʹyanov es 13,1. Tiene 13,132 km de diámetro y su albedo se estima en 0,051. Está asignado al tipo espectral X según la clasificación SMASSII.